# Norvegia ai Giochi della XIV Olimpiade
La Norvegia partecipò ai Giochi della XIV Olimpiade, svoltisi a Londra, dal 20 luglio al 14 agosto 1948,  
con una delegazione di 81 atleti, di cui 4 donne, impegnati in 12 discipline,
aggiudicandosi 1 medaglia d'oro, 3 medaglie d'argento e 3 medaglie di bronzo.

## Medagliere

### Per discipline
| Sport              | Oro | Argento | Bronzo | Totale |
| ------------------ | --- | ------- | ------ | ------ |
| Vela               | 1   | 0       | 0      | 1      |
| Canoa/kayak        | 0   | 1       | 1      | 2      |
| Atletica leggera   | 0   | 1       | 0      | 1      |
| Lotta greco-romana | 0   | 1       | 0      | 1      |
| Canottaggio        | 0   | 0       | 1      | 1      |
| Tiro               | 0   | 0       | 1      | 1      |
| Totale             | 1   | 3       | 3      | 7      |

### Medaglie
| Medaglia | Atleta | Sport              | Evento                           |
| -------- | --- | ------------------ | -------------------------------- |
| Oro      | Thor Thorvaldsen - Håkon Barfod - Sigve Lie | Vela               | Dragone                          |
| Argento  | Bjørn Paulson | Atletica leggera   | Salto in alto maschile           |
| Argento  | Ivar Mathisen Knut Østby | Canoa/kayak        | K2 10000 metri maschile          |
| Argento  | Aage Eriksen | Lotta greco-romana | Pesi leggeri                     |
| Bronzo   | Eivind Skabo | Canoa/kayak        | K1 10000 metri maschile          |
| Bronzo   | Kristoffer Lepsøe Torstein Kråkenes Hans Egill Hansen Halfdan Gran-Olsen Harald Kråkenes Leif Næss Thor Pedersen Carl Monssen Tim: Sigurd Monssen | Canottaggio        | Otto maschile                    |
| Bronzo   | Willy Røgeberg | Tiro               | Carabina 300 metri tre posizioni |